# Gemini Digital Computer
Der Gemini Digital Computer (GDC) war der in den Raumschiffen des Gemini-Programms eingesetzte Computer und damit der erste in einem bemannten Raumfahrzeug eingesetzte Digitalrechner. Er wurde von der IBM Federal Systems Division entwickelt und gebaut.

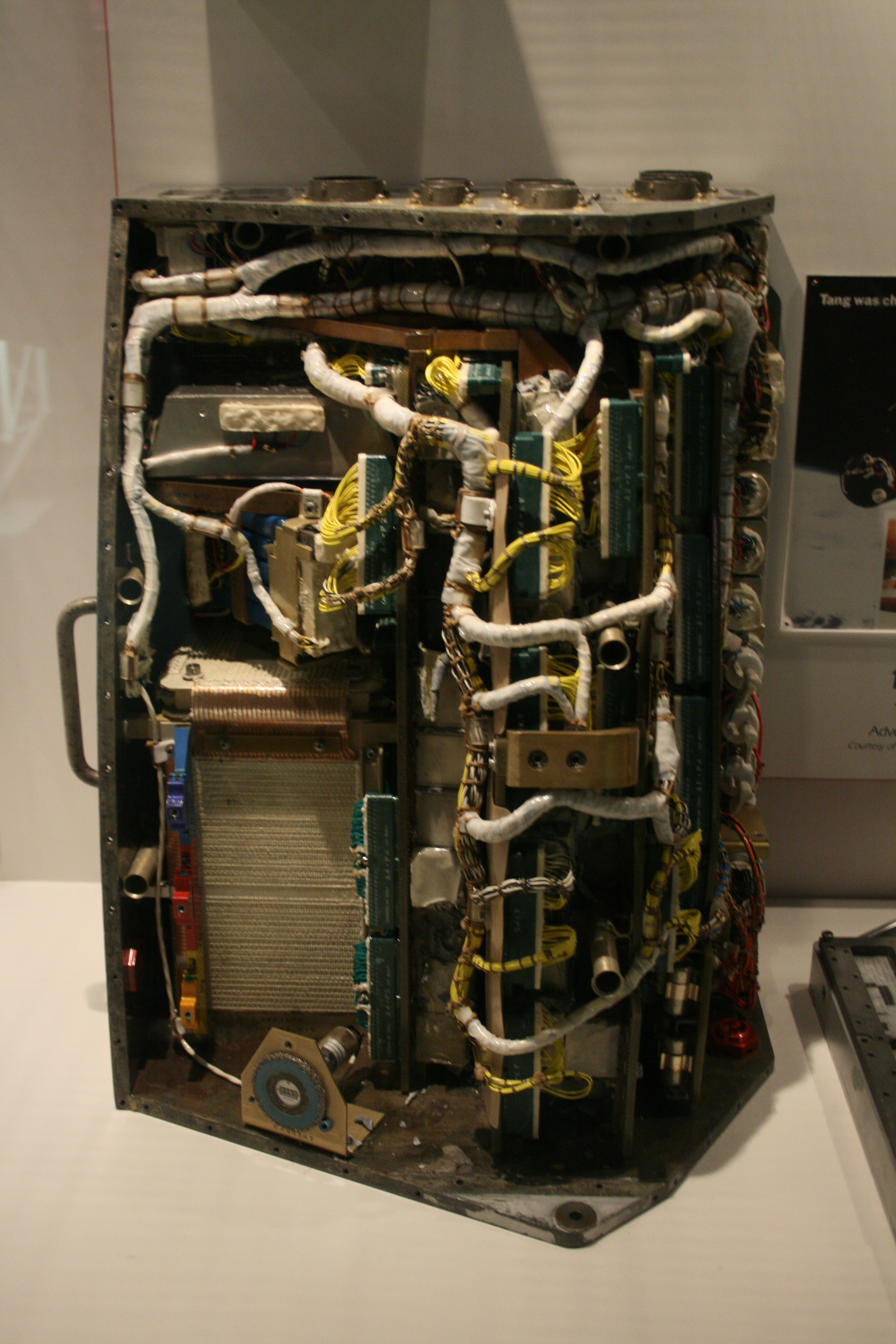
Der Gemini Digital Computer

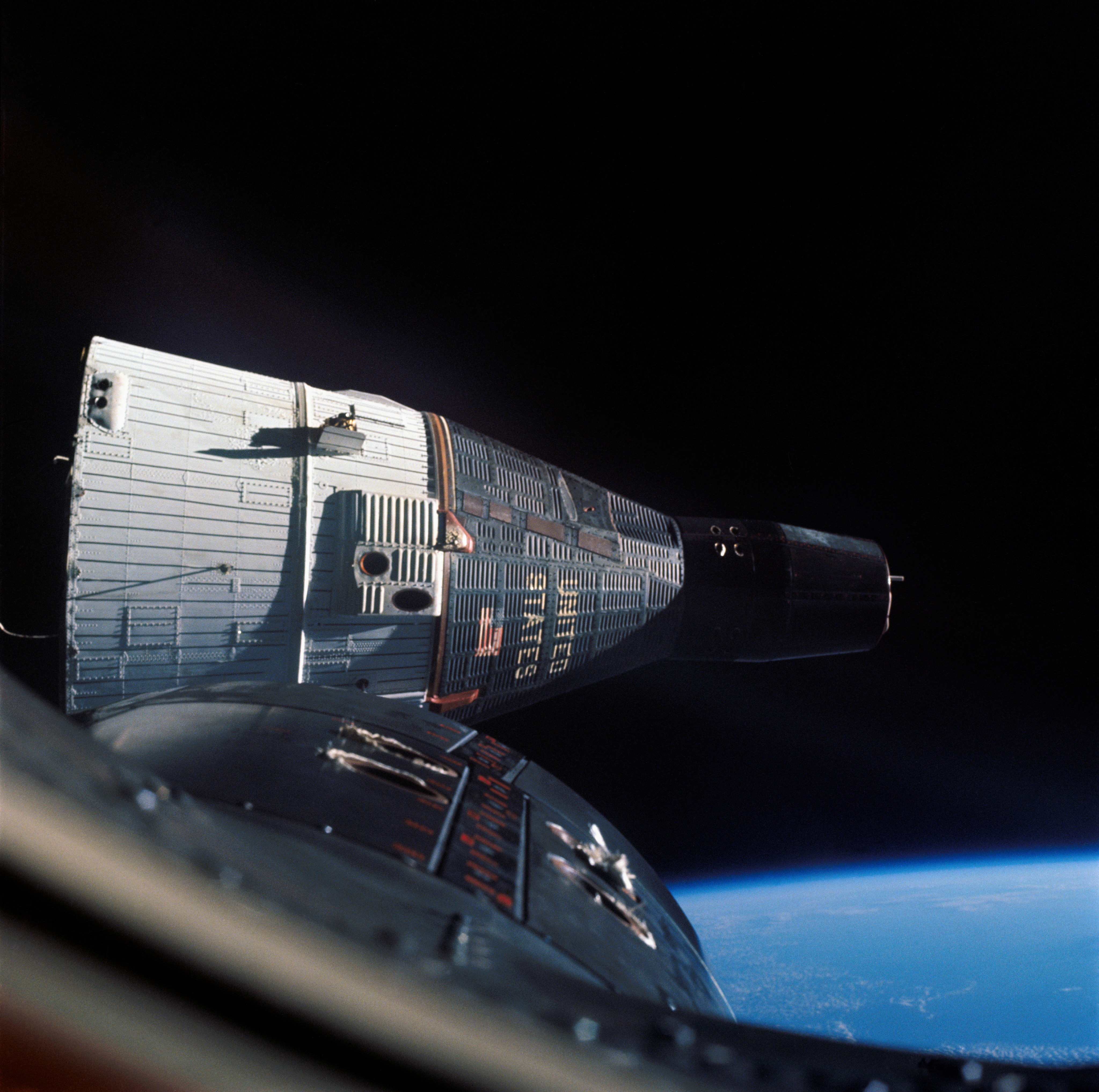
Gemini 6 während des Rendezvous mit Gemini 7

## Einsatz
Die Raumfahrzeuge des Mercury-Programms – des ersten bemannten Raumfahrtprogramms der NASA – verfügten über keinerlei Möglichkeit, unabhängig zu manövrieren. So war die Genauigkeit der Erdumlaufbahn von der Steuerung der Atlas-Trägerrakete abhängig, und die zum Wiedereintritt in die Erdatmosphäre benötigten Informationen wurden von Echtzeitsystemen auf der Erde berechnet und dem Raumfahrzeug übermittelt. So bestand beim Mercury-Programm nicht die Notwendigkeit eines Computers an Bord der Raumfahrzeuge, da alle für die begrenzten Ziele des Mercury-Programms benötigten Funktionen von anderen Systemen zur Verfügung gestellt wurden.
Die Gemini-Missionen dienten zum Test der kritischen Rendezvous- und Kopplungsmanöver der Mondmissionen. Solche Manöver setzen einen genauen Eintritt in die Erdumlaufbahn, komplexe Manöver bei der Annäherung an das Rendezvousziel und genau abgestimmte Manöver beim Rendezvous voraus. Ebenfalls wurde, um eine höhere Sicherheit während des Starts mit der Titan-II-Trägerrakete zu erreichen, ein Reservesystem für das Leitsystem der Titan II benötigt. Darüber hinaus wollte man eine größere Genauigkeit beim Wiedereintritt in die Erdatmosphäre erreichen und die vor dem Start durchzuführenden Systemprüfungen automatisieren. Zur Erfüllung dieser vielfältigen Aufgaben wurde der Gemini Digital Computer entwickelt.
IBM erhielt den Auftrag für den Computer im April 1962 und lieferte bis Dezember 1965 insgesamt 20 dieser Rechner an die NASA aus.
Eingesetzt wurde der Gemini Digital Computer während folgender sechs Flugphasen:
- vor dem Start,
- als Reservesystem während des Aufstiegs,
- beim Eintritt in die Erdumlaufbahn,
- bei der Annäherung an das Rendezvousziel,
- beim Rendezvous und
- beim Wiedereintritt in die Erdatmosphäre.

## Beschreibung

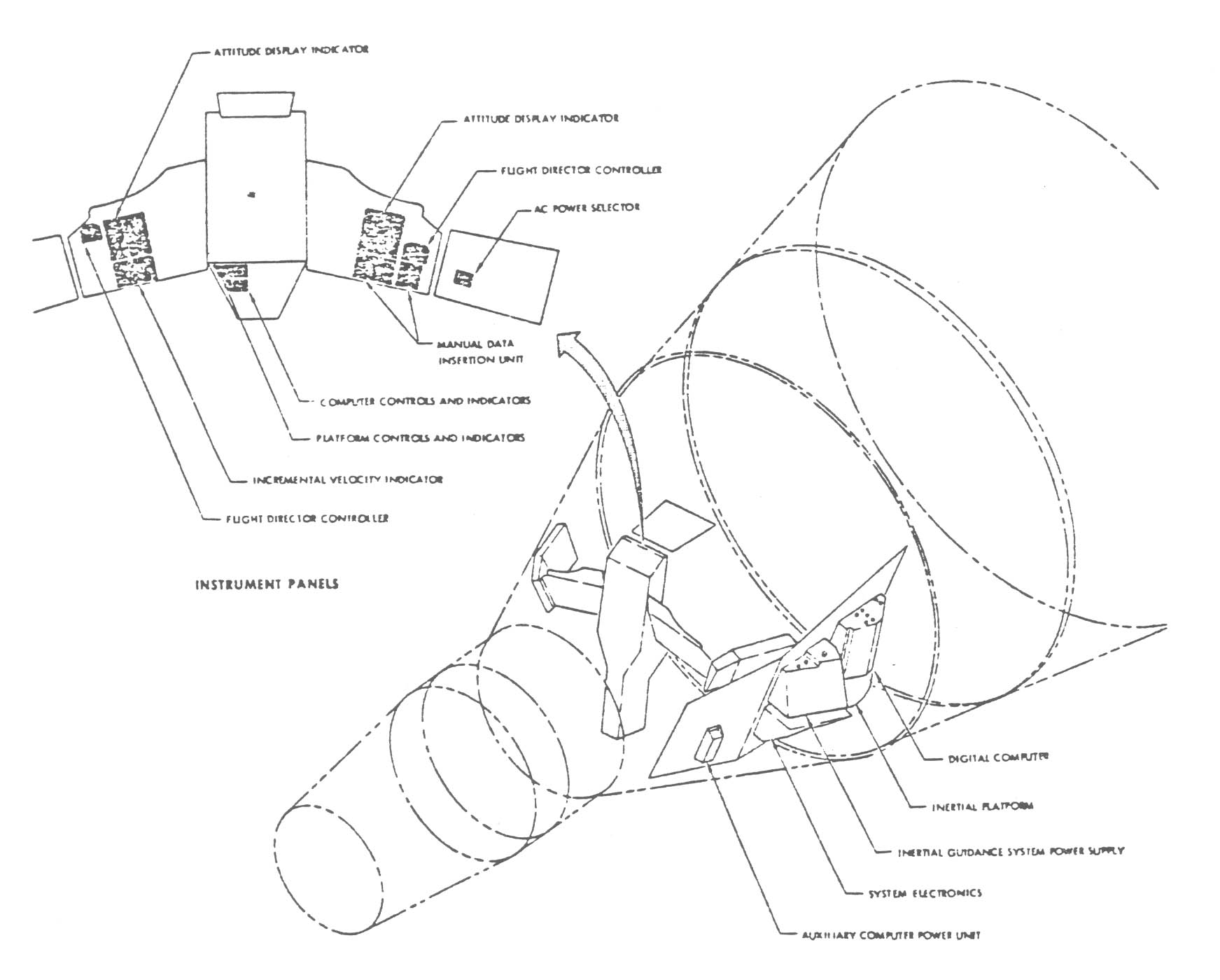
Einbauorte einzelner Komponenten des Gemini Digital Computers

### Hardware
Der Gemini Digital Computer hatte eine Größe von 48,0 cm × 36,8 cm × 32,4 cm, war 26,75 kg schwer und verbrauchte im Durchschnitt 94,54 Watt. Untergebracht war er links neben dem Sitz des Kommandanten des Raumfahrzeugs.
Der Rechner war aus diskreten Bauteilen aufgebaut, das heißt, es wurden keine integrierten Schaltkreise (ICs) benutzt. Er verfügte außerdem über keinerlei Redundanz. Fielen Funktionen aus, mussten die entsprechenden Phasen abgebrochen (z. B. ein Rendezvous) oder manuell durchgeführt werden (z. B. der Wiedereintritt in die Erdatmosphäre).
Ein Befehlszyklus des Gemini Digital Computers – die Dauer einer Addition – betrug 140 µs. Für eine Multiplikation wurden drei Befehlszyklen (420 µs) und für eine Division sechs Befehlszyklen (840 µs) benötigt.
Der Primärspeicher bestand aus einem Ferritkernspeicher. Dieser bestand aus 39 Feldern mit jeweils 64 × 64 Bit. Dies ergab 4096 Adressen, wovon jede ein Wort von 39 Bit Länge adressierte. Diese Worte waren ihrerseits in Silben zu 13 Bit aufgeteilt. Der Speicher war darüber hinaus in 18 Sektoren eingeteilt. Eine komplette Adresse wurde somit aus einem Sektor und einer Silbe gebildet. Ein Befehl war 13 Bit und ein Datenwort 26 Bit lang. Die Datenworte waren immer in Silbe 0 und 1 eines Wortes abgelegt, während ein Befehl in gleich welchen Silben abgelegt sein konnte. Somit konnten bis zu drei Befehle, aber nur ein Datenwort, in einem Wort abgelegt werden.
Die Arithmetik- und Logikschaltkreise sowie der Ferritkernspeicher waren die Hauptbestandteile des Gemini Digital Computers. Diese Komponenten waren mit einer Fülle anderer Systeme (hauptsächlich Steuer- und Navigationssysteme) des Raumfahrzeugs verbunden.
Ab Gemini 8 wurde das Gerät mit einem zusätzlichen Bandspeicher ausgerüstet. Dieser Bandspeicher erhöhte die Speicherkapazität auf 1.170.000 Bit. Es konnten jetzt einzelne Programme vom Bandlaufwerk in die Silben 0 und 1 des Ferritkernspeichers geladen werden. Das Laden eines einzelnen Programms dauerte ungefähr sechs Minuten.

### Software
Die auf dem Gemini Digital Computer laufende Software war in Maschinensprache geschrieben. Deren Befehlsumfang bestand aus 16 verschiedenen Befehlen. Die Software wurde für jede der Gemini-Missionen neu erstellt. Dabei wurden im Laufe der Zeit Programme abgeändert oder hinzugefügt. Die einzelnen Softwareversionen wurden Gemini Math Flow genannt. Insgesamt gab es neun verschiedene Versionen (Math Flow 1 bis Math Flow 9).

### Benutzerschnittstelle

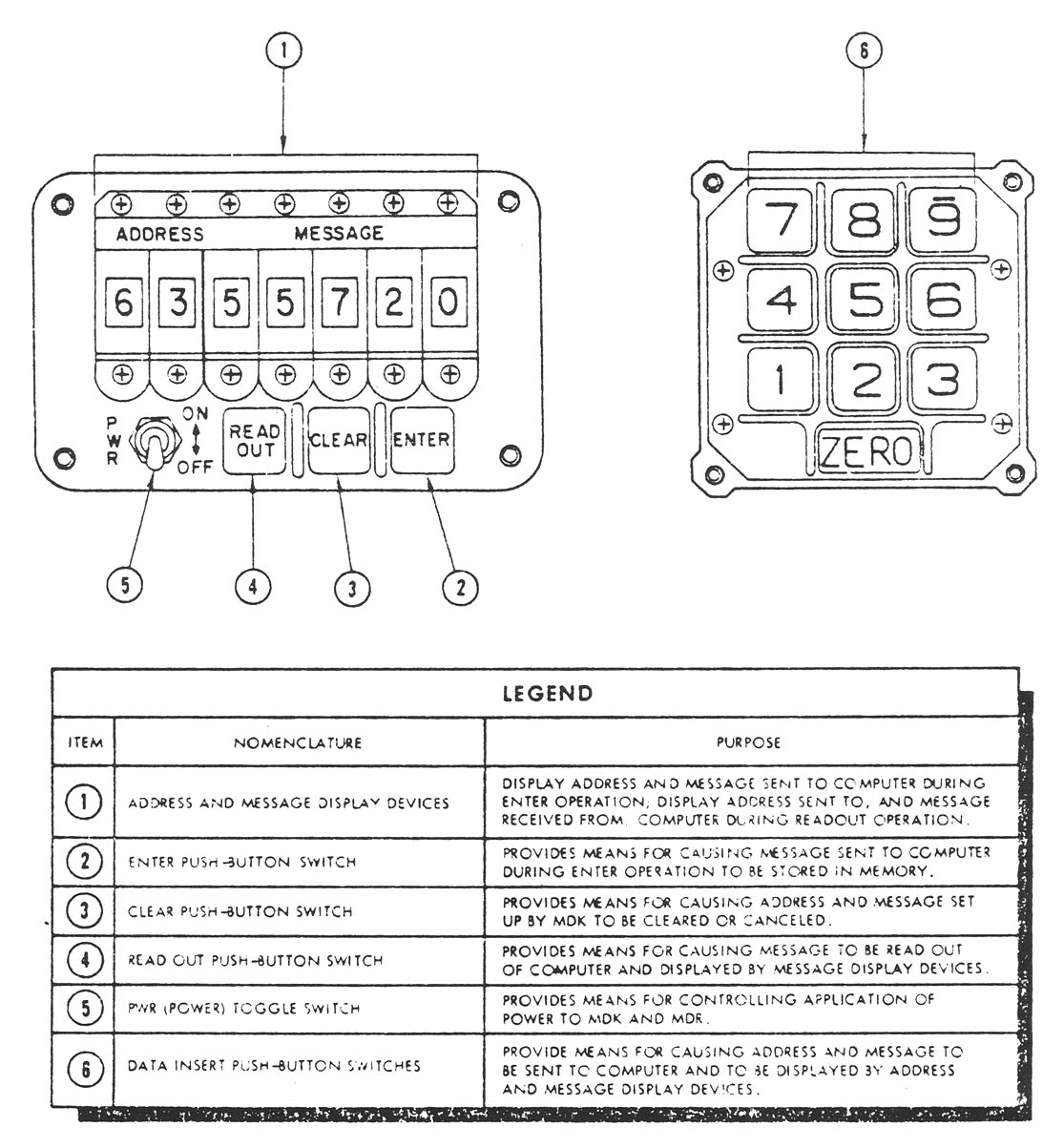
Die MDIU des Gemini Digital Computers

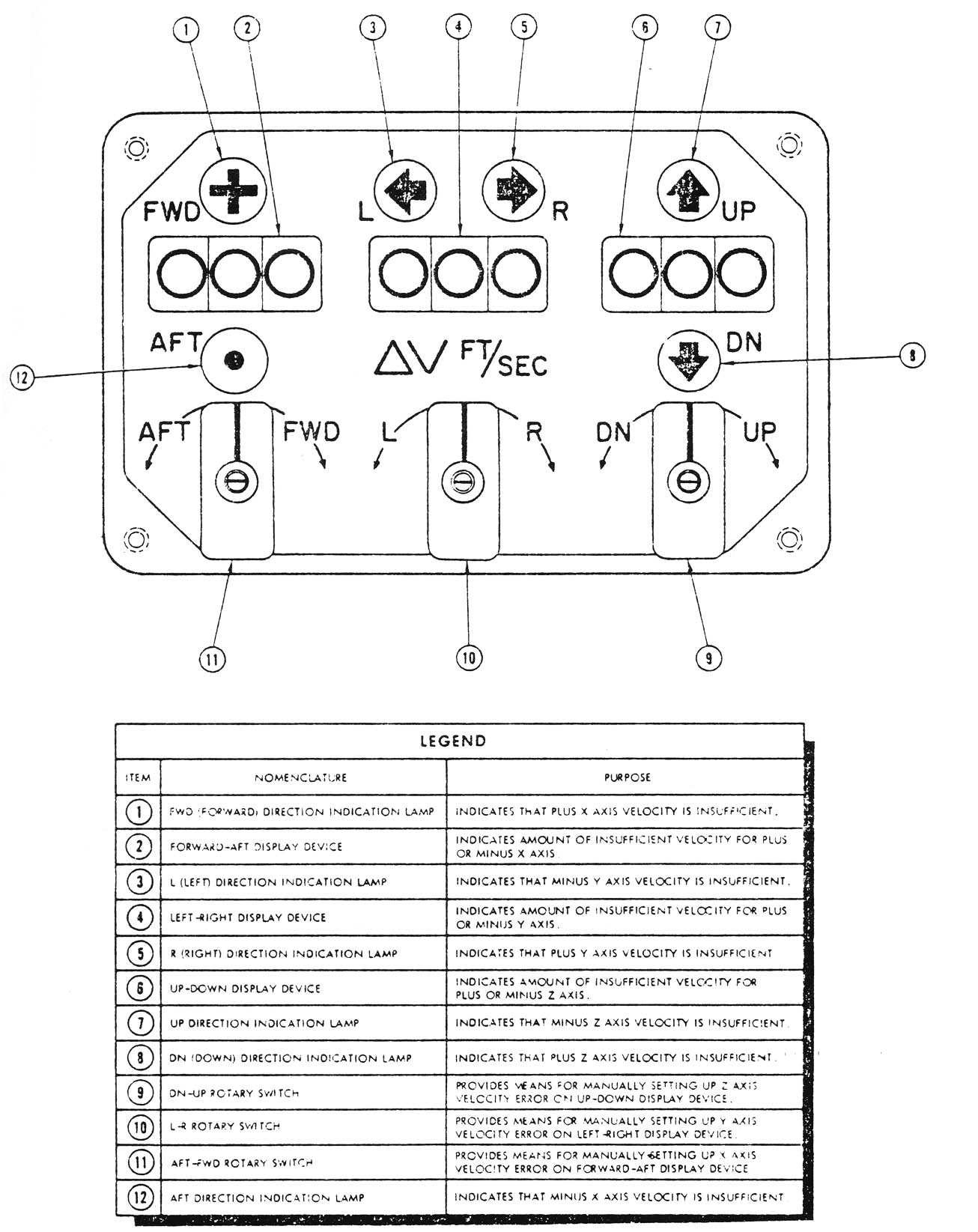
Der IVI des Gemini Digital Computers

Die Benutzerschnittstelle des Gemini Digital Computer bestand aus drei Teilen:
- der Computersteuerung,
- der Manual Data Insertion Unit (MDIU, Manuelle Dateneingabeeinheit) und
- dem Incremental Velocity Indicator (IVI, Inkrementaler Geschwindigkeitsanzeiger).

#### Computersteuerung
Die Computersteuerung diente zum Starten der verschiedenen Computerprogramme und war auf dem unteren Instrumentenbrett angebracht. Sie bestand aus einem Drehschalter, einer Starttaste, einer Leuchtanzeige für den Fehlerfall, einer Leuchtanzeige für den Computerbetrieb und einem Reset-Schalter.
Der Drehschalter hatte sieben Stellungen zur Auswahl eines der zur Verfügung stehenden Mess- oder Berechnungsprogramme. Durch Betätigen der Starttaste wurde das mittels des Drehschalters ausgewählte Programm in den Speicher geladen und gestartet. Durch Betätigen des Reset-Schalters wurde der Rechner – nach einem Selbsttest – in betriebsbereiten Zustand versetzt.

#### Manual Data Insertion Unit (MDIU)
Die MDIU diente zur manuellen Eingabe von Daten und war auf dem Instrumentenbrett des zweiten Astronauten (rechte Seite) angebracht. Sie bestand aus Eingabetasten zur Eingabe der Ziffern 0 bis 9 und einer siebenstelligen Ziffernanzeige, die aus einem Rollenzählwerk ähnlich einem Kilometerzähler bestand. Durch die beiden ersten Ziffern wurde die Speicheradresse angezeigt. Es konnte auf bis zu 99 Adressen zugegriffen werden. Die übrigen fünf Ziffern zeigten die Daten an. Dabei wurde ein negativer Wert dadurch angezeigt, dass an erster Stelle eine 9 angezeigt wurde. Fehler wurden durch Nullen angezeigt.

#### Incremental Velocity Indicator (IVI)
Der IVI diente zur Anzeige der Geschwindigkeitsänderungen, die für ein Steuermanöver benötigt wurden oder das Ergebnis eines Steuermanövers waren. Dazu hatte er je eine dreistellige Anzeige für jede der drei Achsen (X-Achse (vor-rück), Y-Achse (links-rechts) und Z-Achse (auf-ab)). Die Geschwindigkeitsänderungen wurden in ft/s angezeigt. Der IVI befand sich auf dem Instrumentenbrett des Kommandanten (linke Seite).